# Coup de maître au service de sa majesté britannique
Pour plus de détails, voir Fiche technique et Distribution.
Coup de maître au service de sa majesté britannique (titre original : Colpo maestro al servizio di Sua Maestà britannica) est un film italo-espagnol de Michele Lupo sorti en 1967.

## Synopsis
Arthur Lang, un acteur préparant une nouvelle pièce de théâtre, est approché par de mystérieux individus. Ceux-ci lui demandent de se faire passer pour un expert en pierres précieuses auprès de la General Diamond, une institution réputée de Londres. Pensant décrocher le rôle de sa vie, Lang accepte sans se douter de ce qui l'attend...

## Fiche technique
- Titre original : Colpo maestro al servizio di Sua Maestà britannica
- Titre espagnol : Gran golpe a servicio de su majestad britanica[1]
- Réalisation : Michele Lupo
- Scénario : Sandro Continenza, Ettore Giannini, Roberto Gianviti et José Luis Martinez Mollá d'après une histoire de Sandro Continenza, Roberto Gianviti et José Luis Martinez Mollá
- Dialogues : Lewis E. Ciannelli, Ettore Giannini et John Davis Hart
- Directeur de la photographie : Francisco Sánchez
- Montage : Antonietta Zita
- Musique : Francesco De Mazi
- Costumes : Walter Patriarca
- Décors : Gastone Carsetti
- Production : Edmondo Amati (en) pour Atlántida Films, Fida Cinematografica[1]
- Genre : Drame
- Pays :  Italie,  Espagne
- Durée : 111 minutes
- Date de sortie :
  - Italie : 23 février 1967
  - Espagne : 1er juin 1967 (Madrid)

## Distribution
- Richard Harrison (VF : Jacques Deschamps) : Arthur Lang
- Adolfo Celi (VF : René Arrieu) : M. Bernard
- Margaret Lee (VF : Michèle Bardollet) : Evelyn
- Gérard Tichy (VF : Jean Berger) : Max
- Antonio Casas (VF : Jacques Berthier) : Col. Jenkins
- Eduardo Fajardo (VF : Alain Nobis) : M. Ferrick
- Andrea Bosic (VF : Michel Le Royer) : M. Van Doren
- Charles Lawrence (VF : Robert Dalban) : Miguel
- Ennio Balbo : le médecin
- Alan Collins (VF : Jacques Balutin) : Billy
- Mary Arden : Dorothy
- George Eastman (VF : Roger Rudel) : l'acteur dans le western
- Jacques Herlin : Orfèvre

## Note
Le concept sera un peu repris dans Le Coup du parapluie (1980) dans lequel Grégoire Lecomte (Pierre Richard) croît décrocher le rôle d'un tueur à gages en signant un contrat avec la Mafia pour exécuter un trafiquant d'armes.